# Notobdella nototheniae
Notobdella nototheniae är en ringmaskart som beskrevs av Benham 1909. Notobdella nototheniae ingår i släktet Notobdella och familjen fiskiglar. Inga underarter finns listade i Catalogue of Life.